# Olga Lucas Torre
Olga Lucas Torre (Tolosa de Llenguadoc, 2 d'octubre de 1947) és una escriptora, poetessa i traductora franco-espanyola.

## Biografia
Va nàixer a Tolosa de Llenguadoc el 1947 en el si d'una família espanyola. Els seus pares es van conèixer durant la resistència francesa contra l'ocupació nazi, després de patir l'exili de la Guerra Civil i els camps de refugiats. Al pare el van capturar i van enviar al camp de concentració de Buchenwald, on va compartir infortuni amb Jorge Semprún. Després de l'alliberament de França, el 1945 va tornar a Tolosa de Llenguadoc per a reunir-se amb la seua dona, sent deportat en 1950 a Còrsega davall la pressió del govern de Franco, i d'allí a Polònia. La família, després de diverses penalitats per a sobreviure, es reunix a Txecoslovàquia i més tard a Hongria.
Ha publicat contes i poemes a diverses obres col·lectives. És autora, així mateix, de Poemas de andar por casa (Instituto de Estudios Modernistas, 1993), Cuentos para ciegos (Instituto de Estudios Modernistas, 1994), El tiempo no lo cura todo (Plaza y Janés 2006), El Vals de las Orquídeas (Random House Mondadori 2011) i coautora, amb José Luis Sampedro i Valentín Fuster, de Escribir es vivir (Areté 2005), Cuarteto para un solista (Random House Mondadori 2011) y La ciencia y la vida (Random House Mondadori 2008).

## Premis i reconeixements
El 2010 va rebre el Premi Glauka, a la seva XIX Edició, atorgat per l'Associació Amigas de la Lectura de Cuenca, col·laboradora dels tallers de lectura per a persones adultes de la Biblioteca Pública del Estado.